# Bobby Naughton
Robert „Bobby“ Naughton (* 25. Juni 1944 in Boston; † 3. Dezember 2022) war  ein US-amerikanischer Jazzmusiker (Vibraphon, auch Piano, Komposition).

## Leben und Wirken
Naughtons Mutter war Pianistin, und er erhielt von seinem siebten Lebensjahr bis zur Highschool klassischen Klavierunterricht. Nachdem er in Rock-’n’-Roll-Gruppen und Cocktail-Lounges Klavier gespielt hatte, leistete er seinen Militärdienst ab. Er schrieb sich dann, während er als Organist in einer Blues-Band arbeitete, an einer Kunstschule ein, um Malerei zu studieren. Am Goddard College in Vermont erwarb er einen Bachelor.
1966 begann Naughton mit dem Vibraphonspiel, das er autodidaktisch erlernte; in den späten 1960er Jahren begleitete er Perry Robinson und Sheila Jordan. Er arbeitete weiterhin mit Unterbrechungen mit Robinson zusammen und veröffentlichte ab 1969 als Leader auf seinem eigenen Label Otic, zunächst Nature’s Consoft. Gleichzeitig war er Assistent des dadaistischen Filmkünstlers Hans Richter, zu dessen Stummfilm Everyday (1929/1969) er 1971 Filmmusik schrieb.
Naughton spielte mit dem Jazz Composer’s Orchestra (1972). Auf JAPO Records erschien 1973 sein Album Understanding (1971 bei Otic). Ab Mitte der 1970er Jahre arbeitete er mit Wadada Leo Smith, mit dessen Creative Orchestra er 1979 auf dem Moers Festival ebenso auftrat (Budding of a Rose) wie mit dessen New Delta Ahkri in Italien. 1981 tourte er im Quartett mit Smith, Peter Kowald und Günter Sommer. Im gleichen Jahr spielte er mit dem Creative Improvisers Orchestra das Album The Sky Cries the Blues ein. Mit Wadada Leo Smith trat er noch 2020 beim Knoxville Big Ears Festival auf. Er war auch Mitglied im Creative Music Orchestra von Anthony Braxton, mit dem er 1978 und 1982 durch Europa tourte. 2008 nahm er mit Laurence Cook und Joe Fonda das Album Pawtucket auf.
Naughtons Vibraphonspiel betont nach dem Urteil von Roger T. Dean wie das von Gunter Hampel eher die Rolle des Instruments in der Gruppenimprovisation als seine Möglichkeiten als Soloinstrument. Dabei spielte er fließend mit vier Stöcken, nutzte die Obertöne des Vibraphons und steuerte manchmal händisch die Rotationsflügel des Instruments (die seine Klangintensität variieren).

## Diskographische Hinweise
- Understanding (Otic 1971/Japo 1973, mit Perry Robinson, Mark Whitecage, Richard Youngstein bzw. Mario Pavone, Randy Kaye bzw. Laurence Cook)
- Bobby Naughton / Leo Smith / Perry Robinson: The Haunt (NoBusiness Records, 2018, ursprünglich 1976 beim Eigenlabel Otic)
- Nauxtagram (Otic 1979, mit James Emery, Wes Brown, Cleve Pozar)
- Zoar (Otic 2001, rec. 1983, mit Joe Fonda, Randy Kaye)

## Lexikalischer Eintrag
- Roger T. Dean: The New Grove Dictionary of Jazz. In: Barry Kernfeld (Hrsg.): The New Grove Dictionary of Jazz. Oxford University Press, Oxford 2003, doi:10.1093/gmo/9781561592630.article.J323600.